# 2MASS J00361617+1821104
2MASS J00361617+1821104 ist ein Ultrakühler Zwerg im Sternbild Fische. Er wurde 2000 von I. Neill Reid et al. entdeckt.
2MASS J00361617+1821104 gehört der Spektralklasse L3.5 an. Seine Position verschiebt sich aufgrund seiner Eigenbewegung jährlich um 0,9 Bogensekunden. Das Objekt hat etwa 66 Jupitermassen und ist wohl minimal zu leicht für die Wasserstofffusion, womit es ein Brauner Zwerg wäre.